# Юзеф Францишек Ленський
Юзеф Францишек Станіслав Ленський (1760 —1825) — польський астроном і математик, художник і гравер.

## Біографія
Він народився 2 квітня 1760 року в Ланах-Малих як син Єжи Антонія та Барбари, уродженої Луковської. Його батько був полковником коронної армії. У дванадцять років він стає студентом Лицарської школи у Варшаві. Навчався разом з Ясінським, Сокольницьким і Костюшко. Закінчивши школу, починає працювати в ній викладачем. Викладає початкову математику, топографію та креслення карт.
Бере участь у повстанні Костюшка в чині майора як ад'ютант Костюшка. Він потрапив у прусський полон і був ув'язнений у Нісі протягом року. Після звільнення повертається пішки до Польщі, по дорозі відвідуючи галереї Дрездена та Берліна.
Він досягає Кракова і призначається професором математики в Краківській головній школі (теперішній Ягеллонський університет).
У 1803 році, після виїзду Яна Снядецького до Вільнюса, Ленський стає директором астрономічної обсерваторії Ягеллонського університету та професором астрономії та вищої математики в університеті.
Наступного року у Варшаві він обіймає посаду професора математики та фізики у створеному Варшавському ліцеї. У 1809–1811 роках жив у Парижі, навчався в Колеж де Франс.
Був членом Варшавського товариства друзів науки і Краківського наукового товариства.
У шлюбі з Катаржиною, уродженою Хубе, мав п’ятьох дітей: Станіслава, Адама, Едуарда, Юзефу та Теклю.
Помер 13 липня 1825 року у Варшаві. Похований на Повонзькому цвинтарі.

## Роботи
Автор дисертації про мистецтво: «Про красу в мистецтвах і особливо в живописі» (пол. O piękności w sztukach a szczególniej w malarstwie), опублікованої в анналах Краківського наукового товариства в 1817 році. Серед його найважливіших робіт:
- «Теоретична і практична наука про воєнні виміри, або військова зйомка» (пол. Teoretyczna i praktyczna nauka żołnierskich rozmiarów czyli miernictwo wojenne), переклад з англійської, доповнений Ленським, Варшава, 1790.
- «Представлення всіх розділів математики» (нім. Darstellung der sumtlichen Theile der Mathematik), Краків, 1801,
- «Дисертація про природознавство» (пол. Rozprawa o nauce przyrodzenia), Краків, 1811 р.
- «Дисертація про затемнення з їх застосуванням» (пол. Rozprawa o zaćmieniach z ich zastosowaniami), Краків, 1818,
- «Астрономічні спостереження» (лат. Observationes Astronomicae), Краків, 1813,
- «Дисертація про сузір'я» (пол. Rozprawa o konstellacyjach), Краків, 1822 рік.